# Andrea Schroeder
Andrea Schroeder är en tysk sångerska, känd för sin "pop noir" och sin mörka alt-stämma.

## Liv
Schroeder, som växte upp i Ostwestfalen, Tyskland, valde att bli grafikdesigner efter sin studentexamen. Genom kontakter med en fotografvän började hon även med modelljobb, där hon blev så framgångsrik att hennes agentur bad henne flytta till München. Efter att ha förlorat rösten tillfälligt som en följd av en operation, ägnade hon sig mer intensivt åt sång och började skriva sånger. Andrea Schroeder bodde i München och Köpenhamn och flyttade till Berlin hösten 2011.

## Musikalisk karriär
Schroeder lade redan 2007 upp några låtar på sin MySpace-sida och byggde upp en fanskara där.  Hennes debutalbum Blackbird släpptes 2012 av det tyska independent-skivbolaget Glitterhouse från Beverungen, producerat av Chris Eckman (Walkabouts). Albumet innehåller tio spår, mestadels av egen hand, varav nio sånger på engelska och bara en på tyska.
När hennes andra album Where The Wild Oceans End släpptes, publicerades recensioner i den tyska Rolling Stone, Süddeutsche Zeitung och Stern Magazine som jämförde hennes sång med Marlene Dietrich och Nico och ljudet med Nick Cave och Velvet Underground. Hennes tyskspråkiga version av David Bowies Heroes, inspelad i Berlins Hansastudios, fick särskild uppmärksamhet, liksom hennes låt Ghosts of Berlin.
Liknande skrev recensenterna om hennes tredje album Void, som släpptes i slutet av augusti 2016, återigen av Glitterhouse. De elva spåren är nästan alla hennes egna kompositioner och hennes band med gitarristen Jesper Lehmkuhl. Albumet producerades av Ulf Ivarsson (Joakim Thåström, Sivert Hoyem) med Andrea Schroeder och Jesper Lehmkuhl. Som gästmusiker deltog Kristof Hahn (Swans) och Pelle Ossler (Thåström; Sällskapet).
På alla hennes album finns en sång med text av den amerikanske beatpoeten Charles Plymell, på Void sången Black Sky med text av New York-baserade Rob Plath, en student av Allen Ginsberg, på Blackbird sången Blackberry Wine med text av Gary Heffern (The Penetrators).
År 2014 dök Schroeder upp på The Jeffrey Lee Pierce Session Project-albumet Axels and Sockets, en samarbetsinsats av artister som Iggy Pop, Nick Cave, Blondie och Mick Harvey till minne av Jeffrey Lee Pierce. Hon bidrog med sång på tre låtar till Serge Gainsbourgs coveralbum 'Intoxicated Women' av Mick Harvey (The Birthday Party, Nick Cave and the Bad Seeds, PJ Harvey), som släpptes 2017 av Mute Records, och för en digitalt utgiven engelsk version I love you ... Nor do I. Som gästsångare dök hon upp på albumet 'Centralmassivet' av Thåström, som släpptes 2017 av det svenska indiebolaget Razzia. Schroeder arbetade med det svenska post-industrialbandet Sällskapet på deras tredje album Disparition, som släpptes 2018 av BMG Scandinavia. Hon bidrog som sångare och låtskrivare till detta album.
Schroeder tar oftast själv hand om sina albumomslag, turnéaffischer och videor. I hennes band spelar den danska gitarristen Jesper Lehmkuhl, den brittisk-australiska basisten Dave Allen (Hugo Race & The True Spirit), den australiska trummisen Chris Hughes (Fatal Shore, Hugo Race & the True Spirit, Mick Harvey, Crime and the City Solution) och den italienske Maurizio Vitale, den belgiska violinisten Catherine Graindorge (Hugo Race, Iggy Pop, Bertrand Cantat, John Parish, Nile on Wax) och den Berlin-baserade keyboardisten Mike Strauss (Les Hommes Sauvages, Ruin). På scenen spelar Schroeder ett indiskt harmonium och en shrutibox; detta är också en parallell till Christa Päffgen, som blev känd som Nico med The Velvet Underground. Jesper Lehmkuhl är också involverad i skapandet av låtarna.
Hon arbetade tillsammans med Max Knoth (Ryuichi Sakamoto, Lou Reed, Danny Elfman, Anne-Sophie Mutter, Nils Frahm), som skapade orkesterarrangemang för de sånger som hon framförde vid en radiokonsert på Radioeins RBB med Deutsches Filmorchester Babelsberg, under ledning av Jörg Iver. Hon gav en annan orkesterkonsert för att fira 50-årsjubileet för Société du Port de Mertert i Philharmonie Luxembourg med Estro Harmonico, under ledning av Gast Waltzing.

## Diskografi
I eget namn

### Albumen
- Blackbird, Album (Glitterhouse Records, 2012)
- Where The Wild Oceans End, Album (Glitterhouse Records, 2014)
- Void, Album (Glitterhouse Records, 2016)

### Singlar
- 2013: Helden, begränsad vinylsingel av coverversionen av ‚Helden‘/’Heroes‘ av David Bowie / Brian Eno (Glitterhouse)
- 2014: Until The End, begränsad vinylsingel, B-sidan är ett utdrag från live-radiokonserten med det med Tyska Filmorkestern Deutsches Filmorchester Babelsberg  på Radioeins rbb (Glitterhouse)

Som bandmedlem eller gästmusiker
- Strange Dreams, The Stars And The Madness  (2013)
- Kisses For My President, The Jeffrey Lee Pierce Session Project: Axels and Sockets (Glitterhouse Records, 2014)
- Ich Liebe Dich ... Ich Dich Auch Nicht, Mick Harvey - Intoxicated women (Mute Records, 2017)
- God Smokes Havanas, Mick Harvey - Intoxicated women (Mute Records, 2017)
- Striptease, Mick Harvey - Intoxicated women (Mute Records, 2017)
- I Love You ... Nor Do I, Mick Harvey - Intoxicated women (Mute Records, 2017)
- Låt Det Goda, Thåström - Centralmassivet  (Razzia, Sony Music, 2017)
- Disparition, album av Sällskapet (2018) [17]